# 花ちりぬ
『花ちりぬ』（はなちりぬ）は、1938年に公開された石田民三監督の日本映画。

## スタッフ
- 演出 - 石田民三[3]
- 製作 - 渾大坊五郎[3]
- 原作 - 森本薫[1]
- 脚色 - 山本紫郎[3]
- 撮影 - 町井春美[1]
- 美術 - 加藤安英[4]
- 音楽 - 伊藤宣二[3]
- 録音 - 宮崎正信[4]
- 照明 - 丸川武朗[4]
- 編集 - 江原義雄[3]
- 演出補助 - 市川崑、高松由利夫、新庄宗俊[4]

## キャスト
以下の出演者名と役名は特に記載がない限りallcinemaに従った。
- 水上怜子 - 種八[5]
- 三條利喜江 - とみ
- 江島瑠美 - 春栄
- 成瀬富士子 - おしげ
- 石井千恵子 - 〆若
- 里見良子 - 三千代
- 伊井吟子 - お清
- 三城玲子 - お豊[4]
- 藤田久子 - 雛子
- 水上加代子 - 小蝶
- 浜田照子 - 光勇
- 酒井光子 - 里菊
- 士壬滋子 - おちょぼ[4]
- 浜路良子 - 阿母はん
- 堀越節子 - 吉弥
- 一ノ瀬あや子 - まつ葉
- 林喜美子 - 都
- 花井蘭子 - あきら